# John Lukacs
Pour les articles homonymes, voir Lukács.
John Adalbert Lukacs (en hongrois : Lukács, né le 31 janvier 1924 à Budapest (Hongrie) et mort le 6 mai 2019 à Phoenixville (Pennsylvanie)) est un historien américain d'origine hongroise, connu pour ses nombreux ouvrages historiques, comme Five Days in London, May 1940 et A New Republic.
Il était professeur d'histoire au Chestnut Hill College (où il succéda à Erik von Kuehnelt-Leddihn) de 1947 à 1994 et président du département d'histoire de 1947 de 1974. Il fut professeur invité aux universités Johns-Hopkins, Columbia, de Princeton, La Salle et Loránd Eötvös. 

## Biographie
John Lukacs est le fils d'un père catholique et d'une mère juive. Ses parents divorcèrent avant la Seconde Guerre mondiale. Bien qu'il ait été élevé dans la religion catholique, il fut contraint à participer à l'équivalent du Service du travail obligatoire hongrois qui était alors réservé aux juifs convertis. Il parvint à s'échapper lors de sa déportation vers un camp de la mort et survécut au  siège de Budapest. En 1946, il fuit la Hongrie pour les États-Unis afin d'échapper à l'influence grandissante du communisme dans son pays. Au début des années 1950, il écrivit plusieurs articles dans le journal Commonweal critiquant le sénateur Joseph McCarthy, qu'il dépeignait comme un vulgaire démagogue.
John Lukacs voit dans le populisme la plus grande menace contre la civilisation. Selon ses propres descriptions, il se considère lui-même comme un réactionnaire. De son point de vue, l'essence du national-socialisme et celle du socialisme sont dans les deux cas le populisme. Lukacs ne croit pas en un fascisme générique; selon lui les différences entre l'Allemagne nazie et l'Italie fasciste étaient beaucoup plus importantes que leurs similitudes. 
Il soutient que la meilleure forme de gouvernement est celle d'une élite éclairée, de préférence une élite catholique. Un thème majeur de ses écrits est l'affirmation faite par Alexis de Tocqueville au XIXe siècle selon laquelle tous les États, qu'ils soient monarchiques ou républicains, furent dominés par des élites aristocratiques, mais que ces élites avaient fait leur temps et qu'on voyait poindre l'époque des élites démocratiques, reflétant les intérêts et les préoccupations des masses. Une grande partie des écrits de Lukacs traitent de ce qu'il considère comme cette transition de l'élitisme aristocratique à l'élitisme démocratique avec ses conséquences, en particulier en ce qui concerne l'historiographie. Dans son livre de 1999, At the End of an Age, il est persuadé que l'âge moderne de l'histoire en Occident, qui a commencé avec la Renaissance, touche à sa fin. Le sujet de la montée du populisme et du déclin de l'élitisme est aussi le thème du seul roman de Lukacs, A Thread of Years (1998), qui contient une série de vignettes relatives à chaque année du XXe siècle, de 1900 à 1998, et qui retrace ce que Lukacs considère comme l'effondrement des valeurs américaines traditionnelles, les bonnes manières et la politesse, au profit du caractère vulgaire et profane de la culture américaine moderne. Lukacs se considère lui-même comme le défenseur des valeurs traditionnelles de la civilisation occidentale contre ce qu'il regarde comme les effets du nivellement abrutissant de la civilisation moderne de masse, et au-dessus d'elle comme le défenseur de l'institution dans laquelle il voit la gardienne suprême des valeurs occidentales, c'est-à-dire l'Église catholique romaine.
De son propre aveu, fervent anglophile, la figure historique favorite de John Lukacs est Winston Churchill, qu'il considère comme le plus grand homme d'État du XXe siècle et le sauveur, non seulement de la Grande-Bretagne, mais aussi de la civilisation occidentale. Ses considérations sur le grand duel entre Winston Churchill et Adolf Hitler pour la maîtrise du monde sont un thème récurrent de ses écrits. La grande bataille entre les personnalités contrastées de Churchill et Hitler, qu'il considère comme l'archétype réactionnaires et l'archétype révolutionnaire est le thème principal de The Last European War (1976), The Duel (1991), Five Days in London (1999) et de son dernier livre en 2008, Blood, Toil, Tears and Sweat, un ouvrage sur le premier grand discours de Churchill en tant que premier ministre.

## Publications

### en anglais
- The Great Powers and Eastern Europe (New York: American Book Co., 1953).
- A History of the Cold War (Garden City, N.Y.: Doubleday, 1961).
- Decline and Rise of Europe: A Study in Recent History, With Particular Emphasis on the Development of a European Consciousness (Garden City, N.Y., Doubleday, 1965).
- A New history of the Cold War (Garden City, N.Y.: Doubleday, 1966).
- Historical Consciousness; or, The Remembered Past (New York: Harper & Row, 1968).
- The Passing of the Modern Age (New York: Harper & Row, 1970).
- A Sketch of the History of Chestnut Hill College, 1924–1974 (Chestnut Hill, PA: Chestnut Hill College, 1975).
- The Last European War: September 1939–December 1941 (Garden City, N.Y.: Anchor Press, 1976).
- La Dernière Guerre européenne: septembre 1939–décembre 1941, Fayard, 1976.
- 1945: Year Zero (New York: Doubleday, 1978).
- Philadelphia: Patricians and Philistines, 1900–1950 (New York: Farrar, Straus, Giroux, 1981).
- Outgrowing Democracy: A History of the United States in the Twentieth century (Garden City, N.Y.: Doubleday, 1984).
- Budapest 1900: A Historical Portrait of a City and Its Culture (New York: Weidenfeld & Nicolson, 1988).
- Confessions of an Original Sinner (New York: Ticknor and Fields, 1990).
- The Duel: 10 May–31 July 1940: the Eighty-Day Struggle between Churchill and Hitler (New York: Ticknor & Fields, 1991).
- The End of the Twentieth Century and the End of the Modern Age (New York: Ticknor & Fields, 1993).
- Destinations Past: Traveling through History with John Lukacs (Columbia, MO: University of Missouri Press, 1994).
- The Hitler of History (New York: A. A. Knopf, 1997).
- George F. Kennan and the Origins of Containment, 1944–1946: the Kennan-Lukacs Correspondence, Introduction by John Lukacs. (Columbia, Mo.: University of Missouri Press, 1997).
- A Thread of Years (New Haven [Conn.]: Yale University Press, 1998).
- Five Days in London, May 1940 (New Haven [Conn.]: Yale University Press, 1999).
- A Student's Guide to the Study of History (Wilmington, DE: ISI Books, Intercollegiate Studies Institute, 2000).
- Churchill: Visionary, Statesman, Historian (New Haven [Conn.]: Yale University Press, 2002).
- At the End of an Age (New Haven [Conn.]: Yale University Press, 2002).
- A New Republic: A History of the United States in the Twentieth Century (New Haven [Conn.]: Yale University Press, 2004).
- Democracy and Populism: Fear & Hatred (New Haven: Yale University Press, 2005).
- Remembered Past: John Lukacs On History, Historians & Historical Knowledge: A Reader (Wilmington, DE: ISI Books, Intercollegiate Studies Institute, 2005).
- June 1941: Hitler and Stalin. New Haven, Londres, Yale University Press, 2006  (ISBN 0-300-11437-0).
- George Kennan: A Study of Character. New Haven, Londres, Yale University Press, 2007  (ISBN 0-300-12221-7).
- Blood, Toil, Tears and Sweat: The Dire Warning. New York: Basic Books, 2008  (ISBN 0-465-00287-0).
- Last Rites. New Haven; Londres : Yale University Press, 2009  (ISBN 978-0-300-11438-6).
- The Legacy of the Second World War. New Haven; Londres : Yale University Press, 2010  (ISBN 0-300-11439-7).
- The Future of History. New Haven, Londres, Yale University Press, 2011  (ISBN 0-300-16956-6).
- A Short History of the Twentieth Century. Harvard University Press, 2013  (ISBN 978-0-674-72536-2)

### traductions en français
- La Dernière guerre européenne : Septembre 1939-décembre 1941 [« The Last European War: September 1939–December 1941 »], Fayard, 1978, 486 p. (ISBN 978-2-213-00484-6)
- Budapest 1900 : Portrait historique d'une ville et de sa culture [« Budapest 1900: A Historical Portrait of a City and Its Culture »], Quai Voltaire, 1990, 326 p. (ISBN 978-2-87653-051-5)
- Le duel Churchill-Hitler : 10 mai-31 juillet 1940, les 80 jours où se joua le sort de la guerre [« The Duel: 10 May–31 July 1940: the Eighty-Day Struggle between Churchill and Hitler »], Robert Laffont, 1992, 317 p. (ISBN 978-2-221-07103-8)
- L'héritage de la Seconde Guerre mondiale [« The Legacy of the Second World War »]  (trad. de l'anglais), Paris, François-Xavier de Guibert, 2011, 218 p. (ISBN 978-2-7554-0455-5)